# Kloster Horezu

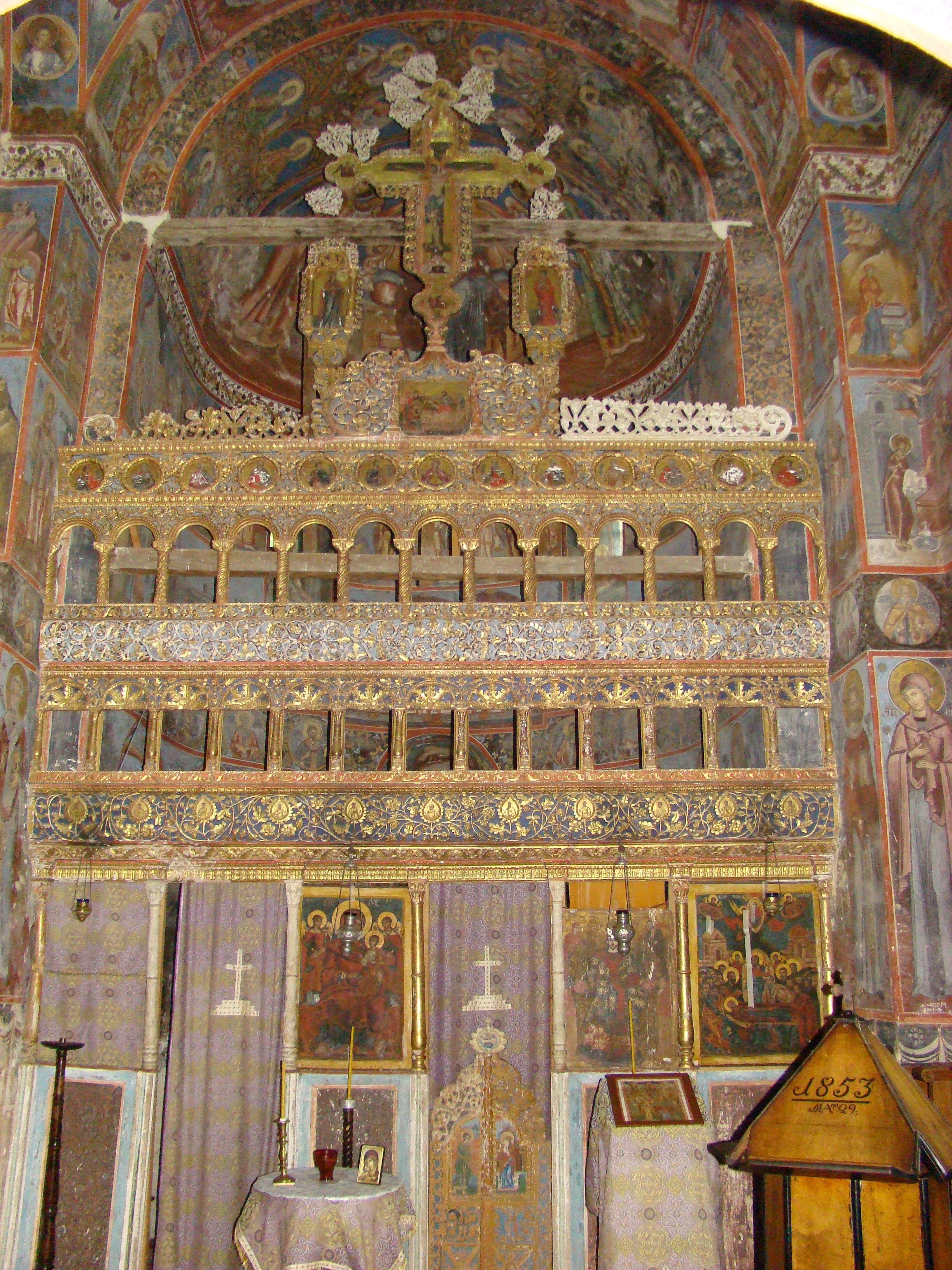
Ikonostase der Klosterkirche

Das Kloster Horezu (auch Kloster Hurezi genannt) ist ein rumänisch-orthodoxes Nonnenkloster und steht in der historischen Region Kleine Walachei (dt. auch Oltenien, rum. Oltenia) im Kreis Vâlcea in Rumänien.
Am Fuße der Munții Căpățânii, ein Bergmassiv der Transsilvanischen Alpen, auf dem Areal des Dorfes Romanii de Jos befindet sich das Kloster etwa drei Kilometer (Luftlinie) nördlich von der Kleinstadt Horezu entfernt.

## Geschichte
Die Rufe der nachtaktiven Raubvögel (rumänisch huhurezi), die sich in den umliegenden Wäldern des Klosters aufhielten, gaben vermutlich dem Ort seinen Namen.
Das Kloster wurde 1692 vom damaligen Fürsten der Walachei Constantin Brâncoveanu (1654–1714) gegründet und 1709 fertig errichtet. Bis 1862 war es ein Männerkloster. Nachdem die Mönche nach Bistrița versetzt wurden, kamen Nonnen in das Kloster. 48 Nonnen bewirtschaften die Anlage, wo sich auch ein ländliches Krankenhaus mit 50 Betten befindet.
Das im Brâncoveanu-Stil errichtete Kloster gehört seit 1993 zum UNESCO-Weltkulturerbe. Die Klosteranlage wurde seit dem Jahr 1827 mehrfach restauriert und steht unter Denkmalschutz.

## Beschreibung
Auf einer Anhöhe gelegen ist die Klosteranlage von zwei Befestigungen umgeben. Die äußere eine kleinere Mauer umringt das ganze Anwesen des Klosters mit dessen Einsiedeleien. Die zweite wird auf drei Seiten durch unterschiedlich hohe Gebäude und im Osten von einer Mauer gebildet. Der Eingang zum Kloster ist auf der Südseite durch einen Glockenturm, der mit einem massiven Holztor mit Stahl gepanzert, ausgestattet ist. Die Klosterkirche Sfinții Împarați Constantin și Elena in der Mitte der Anlage in Kreuzform gebaut ist 32 Meter lang, 14 Meter hoch und wurde 1693 bis 1697 errichtet. In der Vorhalle der Kirche sind einige Gräber, das am schönsten mit Marmor ausgestattet und mit einer geschnitzten Abdeckung für den Fürsten Brâncoveanu vorgesehen, erfüllt aber nicht seinen Zweck. Die große Ikonostase ist in Lindenholz geschnitzt und mit Gold überzogen.
Die quadratische Kapelle mit einem achteckigen Turm, dessen Fenster die Lichtquelle der Kapelle sind, befindet sich auf der Westseite gegenüber dem Eingang zur Kirche und wurde 1697 errichtet. Die Fresken der Kapelle wurden von 1705 bis 1706 erstellt und sind heute noch in gutem Zustand.
Außer der Kirche im Kloster wurden noch drei Kapellen außerhalb des Klosters errichtet. Östlich des Klosters befindet sich die Kleinkirche Adormirea Maicii Domnului, 1699 von Frau Maria – der Gattin des Fürsten Brâncoveanu – gestiftet, auch Bolnița genannt, diese ist von einer kleinen Ringmauer umgeben. Hier sind auch die Ruinen der ehemaligen Krankenstation zu sehen. Etwa 500 Meter nördlich des Klosters befindet sich die Kapelle der Heiligen Apostel (1698 errichtet) und etwa 500 Meter westlich, jenseits des Baches Romani, die Kapelle des Heiligen Stefan (1703 errichtet). Beide stehen unter Denkmalschutz.

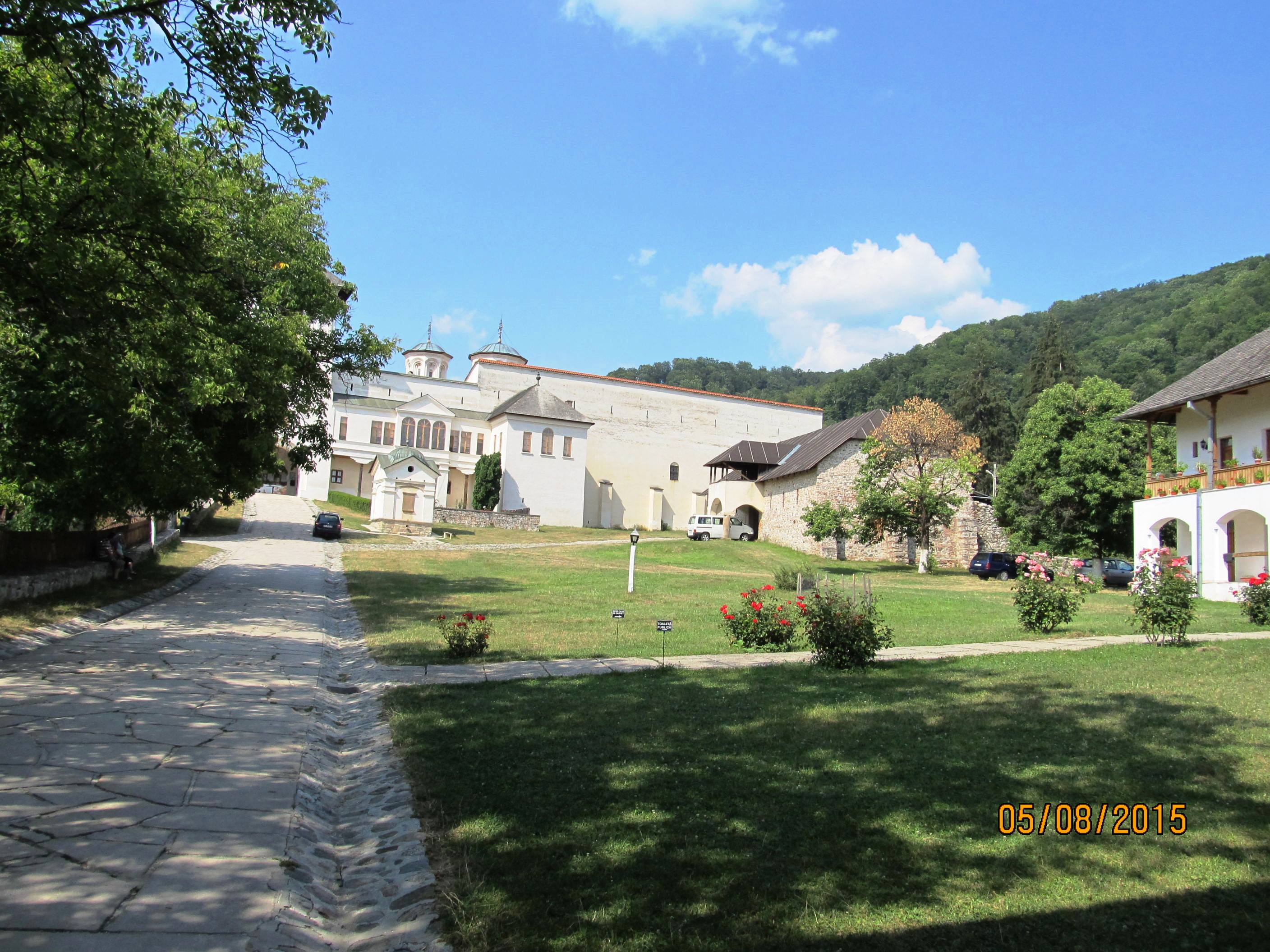
Südseite mit Eingang zum Kloster
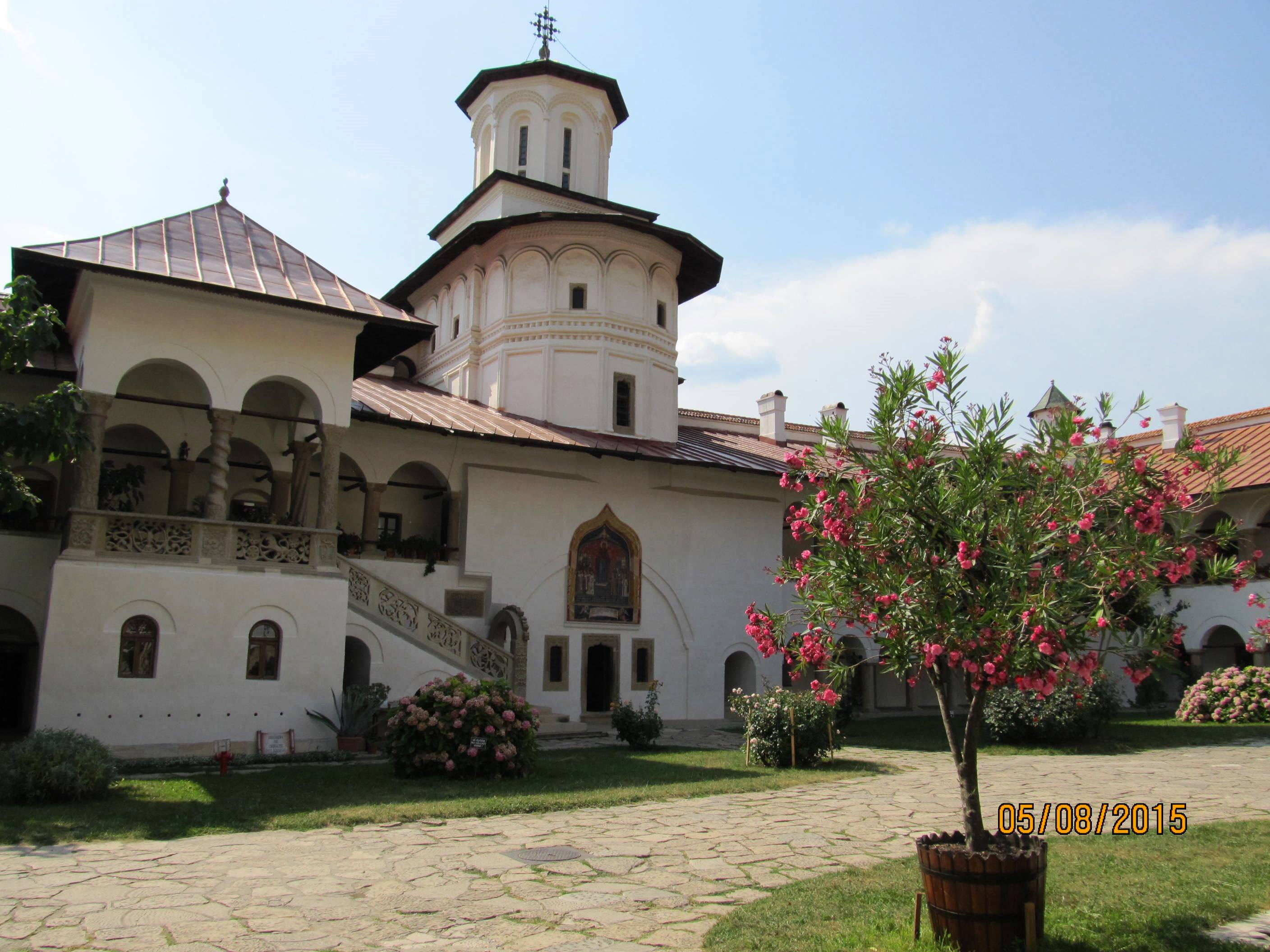
Kapelle gegenüber der Klosterkirche
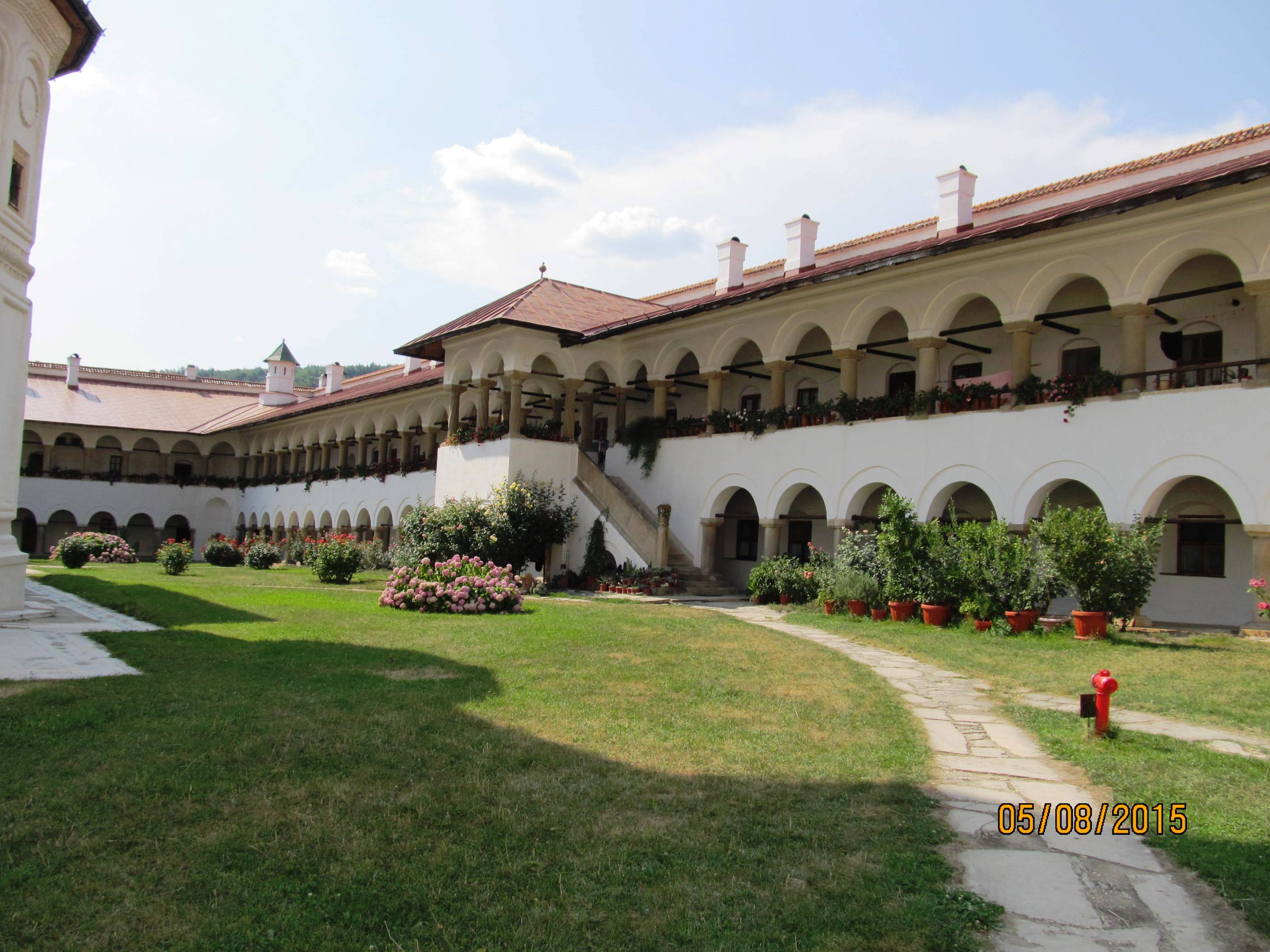
Nordseite mit den Klosterzellen
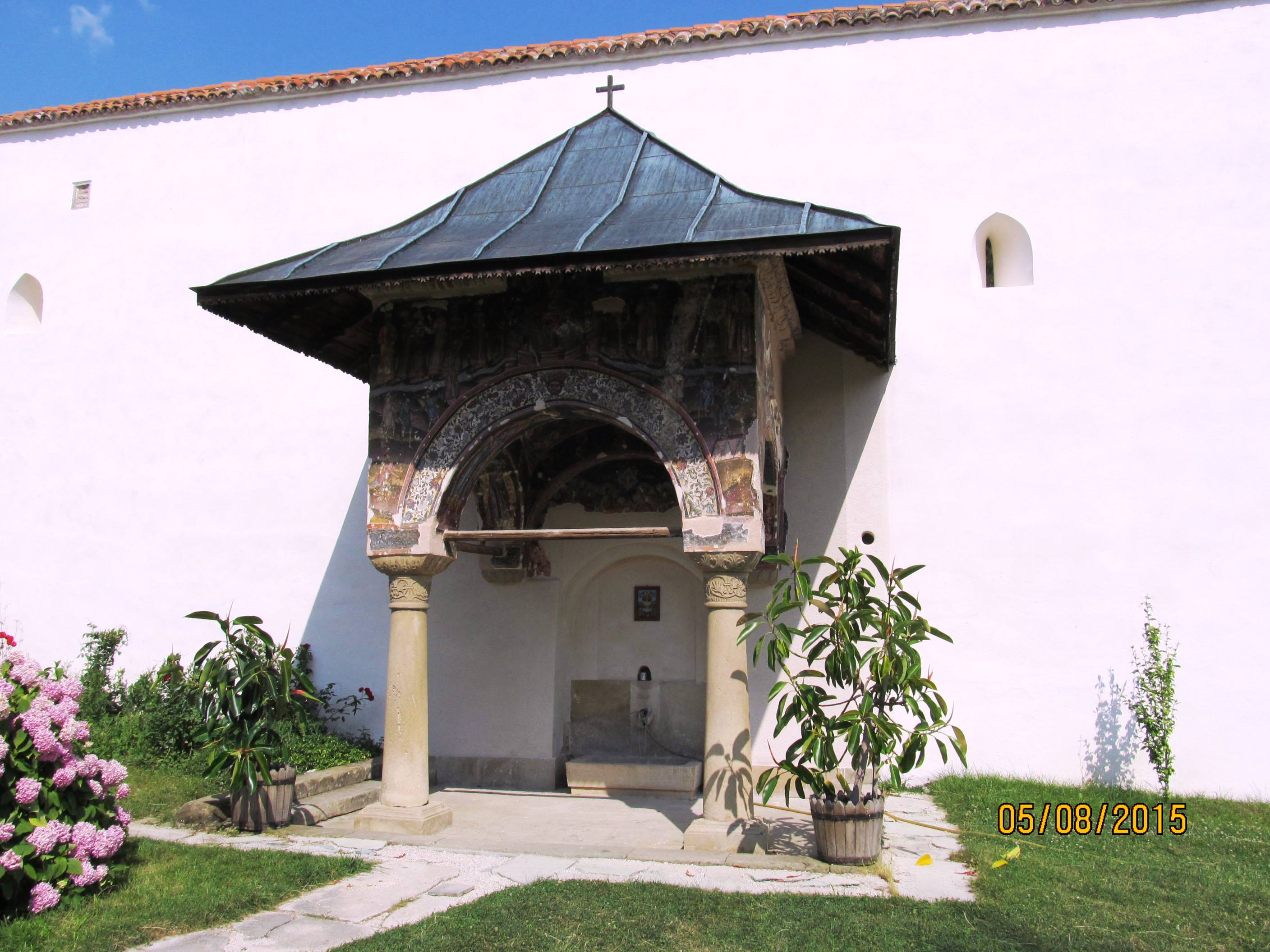
Klosterbrunnen
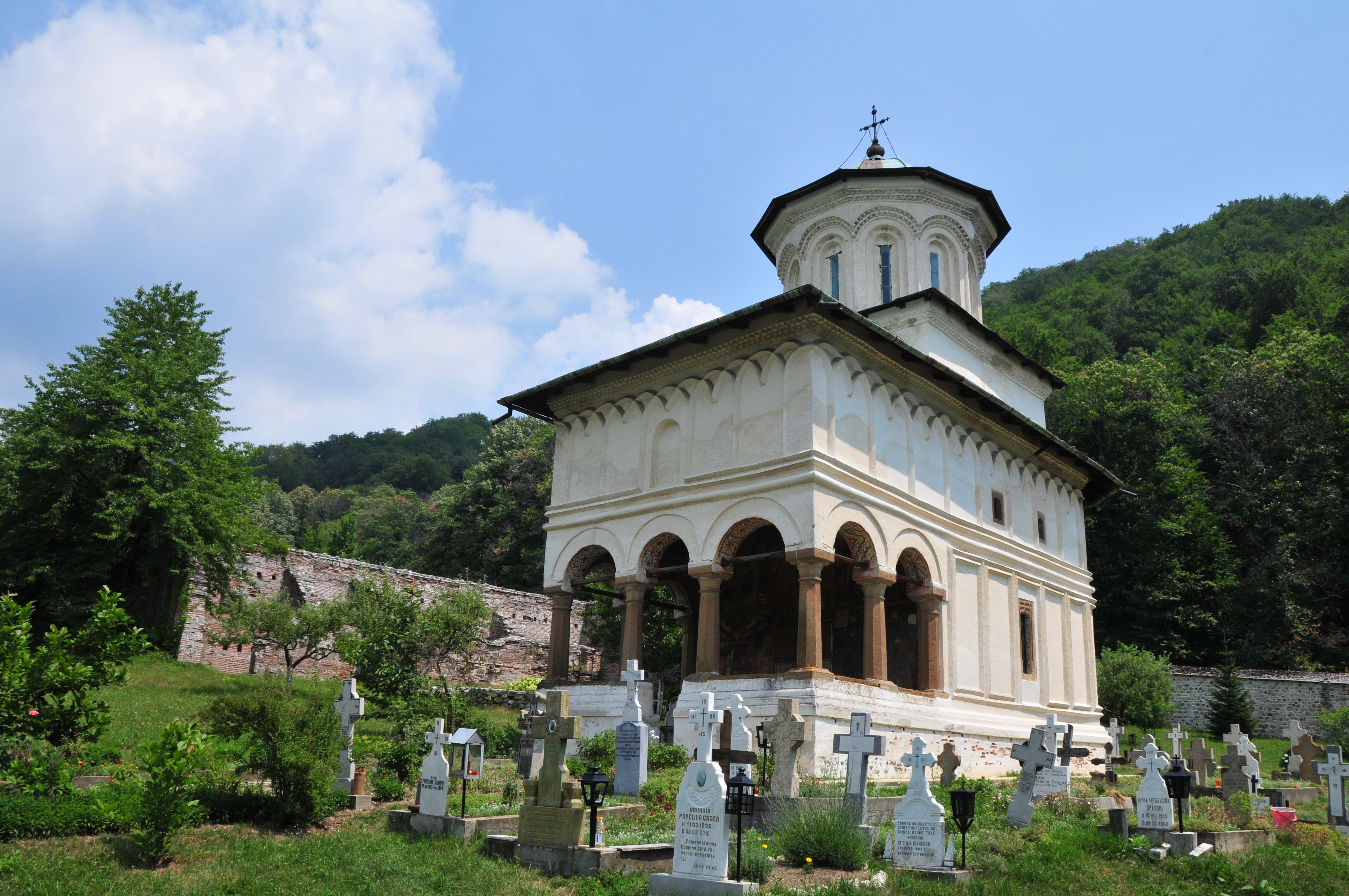
Kirchlein Bolnița, im Hintergrund Ruinen der Krankenstation